# Hypocaccus occidentalis
Hypocaccus occidentalis är en skalbaggsart som beskrevs av Thérond 1963. Hypocaccus occidentalis ingår i släktet Hypocaccus och familjen stumpbaggar. Inga underarter finns listade i Catalogue of Life.